# Hideki Yoshioka
Hideki Yoshioka (Mie, 6 juni 1972) is een voormalig Japans voetballer.

## Carrière
Hideki Yoshioka speelde voor Yokohama Flügels en Gamba Osaka.